# Omicidio di Sokratis Giolias
L'omicidio di Sokratis Giolias è avvenuto il 19 luglio 2010, quando Giolias, un giornalista investigativo e conduttore greco, è stato colpito circa 15 volte con un'arma da fuoco con proiettili 9mm ad Ilioupoli, Atene. Le identità degli assassini sono sconosciute, ma le armi utilizzate sono state collegate a precedenti attacchi della Setta dei rivoluzionari, uno dei gruppi terroristici attualmente attivi in Grecia. Giolias è stato il primo reporter ad essere assassinato in Grecia in oltre 25 anni.

## La vittima
Sokratis Giolias (1973) era giornalista e conduttore radiofonico.
Al momento della sua morte conduceva un programma di notizie in una radio privata di Atene, Thema FM.
Secondo varie fonti verificate dopo la sua morte, era il co-fondatore del blog informativo Troktiko, sebbene lui in vita ne negasse la partecipazione.
Il blog era diventato una delle fonti di notizie più popolari in Grecia. Dopo la sparatoria, il blog fu chiuso "per motivi di sicurezza".
Secondo i suoi colleghi, era in programma di pubblicare i risultati di un'indagine sulla corruzione. Era conosciuto dal popolo greco a causa della sua stretta collaborazione con Makis Triantafyllopoulos, uno dei più noti giornalisti investigativi della Grecia. Prima di diventare giornalista investigativo, lavorava come giornalista sportivo.

## Minacce ai giornalisti
In passato ci furono diverse minacce contro eminenti giornalisti greci, che portarono ad una sparatoria al quartier generale di Alter TV causata dalla Setta dei rivoluzionari. Non ci furono dirette minacce a Giolias.
Dopo la sua morte, la setta ha rilasciato una dichiarazione: "Giornalisti, questa volta siamo venuti a bussarvi, ma la prossima volta ci troverete nelle vostre case".

## Omicidio
Approssimativamente alle 5:30 (UTC) del 19 luglio 2010, tre uomini vestiti come guardie del corpo con una tuta anti-proiettile arrivarono alla residenza di Giolias, situata in uno dei tanti quartieri suburbani di Atene. Usando il campanello, gli uomini fecero uscire Giolias dicendogli che la sua auto fosse stata rubata. Quando Giolias uscì, gli uomini aprirono il fuoco con due fucili semiautomatici da 9mm. Il trio ha sparato in totale 16 colpi e, secondo i rapporti, 15 furono andati a segno. Giolias morì sul colpo.

### Investigazioni
Dopo la sparatoria, la polizia, grazie a dei test balistici, ha identificato i proiettili come gli stessi sparati in precedenza da un gruppo terroristico chiamato Setta dei rivoluzionari. Secondo i risultati dei test rilasciati dalla polizia, entrambe le armi utilizzate per l'assassinio di Giolias furono utilizzate nelle sparatorie contro Nektarios Savvas, un poliziotto dell'anti-terrorismo, che fece da guarda alla casa di un testimone di un processo terroristico all'inizio del 2009.
L'auto di fuga utilizzata dal trio fu in seguito scoperta, trovata abbandonata e carbonizzata in un quartiere diverso dal luogo della sparatoria.

### Reazione
In risposta alla sparatoria, Philippos Petsalnikos, relatore del parlamento greco, ha rilasciato un'intervista in cui ha espresso il suo "oltraggio e dolore per questo atto omicida". Questa dichiarazione fu seguita dal portavoce del governo greco Giorgos Petalotis, che in una conferenza stampa ha affermato: "Democrazia e libertà di parola non possono essere imbavagliati, terrorizzati o intimiditi. Il governo condanna senza riserve questo omicidio codardo e dal sangue freddo".
L'Organizzazione per la sicurezza e la cooperazione in Europa (OSCE) ha rilasciato una propria dichiarazione poco dopo la sparatoria in cui "chiede [alle autorità greche] di assicurare che questo omicidio venga investigato e risolto rapidamente, e che il pubblico sia informato continuamente dei suoi progressi". L'OSCE ha anche espresso la speranza "che i responsabili di questo terribile omicidio vengano portati alla giustizia."
Il 24 luglio 2010, il blog Troktiko ha dichiarato la sua chiusura a tempo indeterminato in risposta dell'assassinio, con il seguente messaggio: